# Monumento a los soldados y marineros (Boston)
El Monumento a los soldados y marineros (en inglés, Soldiers and Sailors Monument) en Boston Common en Boston, en la Mancomunidad de Massachusetts (Estados Unidos), fue erigido en memoria de los soldados y marineros de Massachusetts que murieron en la Guerra de Secesión. Diseñado por Martin Milmore, la construcción comenzó en 1874 y el monumento fue dedicado el 17 de septiembre de 1877. Los generales de la Unión George B. McClellan y Joseph Hooker se encontraban entre las 25.000 personas estimadas que asistieron a la dedicación en Boston Common.

## Descripción
El Monumento a los Soldados y Marineros está ubicado en una elevación llamada Flag Staff Hill. El monumento es de diseño neoclásico y tiene la forma de una columna de la victoria tallada en granito blanco de Hallowell. El monumento se eleva a una altura de 38 m La plataforma tiene 3,5 m²   y presenta cuatro tablillas de bronce en bajorrelieve. La primera tablilla se titula La partida para la guerra y muestra un regimiento marchando frente a la Casa del Estado de Massachusetts. La segunda tablilla en bajorrelieve representa la atención médica en el campo de batalla y se titula La Comisión Sanitaria. La tercera tableta muestra a los marineros de la Unión en un enfrentamiento entre un buque de guerra federal y un acorazado confederado probablemente CSS Virginia. La cuarta tablilla, titulada El regreso de la guerra, muestra un regimiento de veteranos que marchan frente a la Casa del Estado para presentar sus banderas de batalla al gobernador John Albion Andrew.
Sobre las tabletas en bajorrelieve en la base de la columna hay cuatro 2 m figuras talladas en granito que representan las secciones norte, sur, este y oeste de la nación reunida. Los bajorrelieves presentan imágenes de Edgar Allan Poe y Henry Wadsworth Longfellow.
Las estatuas de bronce se encuentran en las esquinas del monumento para representar la paz, sosteniendo una rama de olivo y mirando hacia el sur; historia, sosteniendo un libro y mirando hacia el cielo; un marinero, vestido con un uniforme de la marina y mirando hacia el mar; y el ciudadano-soldado, vestido con un uniforme del ejército y de pie a sus anchas. Las bases que sostienen las estatuas estuvieron vacías durante varios años, lo que generó historias contradictorias de que el monumento nunca se terminó o que las estatuas habían sido robadas o almacenadas. El misterio se resolvió en 2014 cuando las estatuas fueron devueltas después de la restauración en Daedalus Studios en las cercanías de Watertown.
Sobre la columna dórica se encuentra una figura femenina alegórica de bronce titulada AMÉRICA. Ella mira al sur y lleva una tiara de trece estrellas. Su mano izquierda sostiene la bandera de los Estados Unidos y su mano derecha agarra una corona de laurel y una espada.

## Inscripción
La base lleva la siguiente inscripción:
A LOS HOMBRES DE BOSTON
QUE MURIÓ POR SU PATRIA
EN TIERRA Y MAR EN LA GUERRA
QUE MANTUVO LA UNIÓN ENTERA
ESCLAVITUD DESTRUIDA
Y MANTUVO LA CONSTITUCIÓN
LA CIUDAD AGRADECIDA
HA CONSTRUIDO ESTE MONUMENTO
QUE SU EJEMPLO HABLA
A LAS PRÓXIMAS GENERACIONES

## Galería

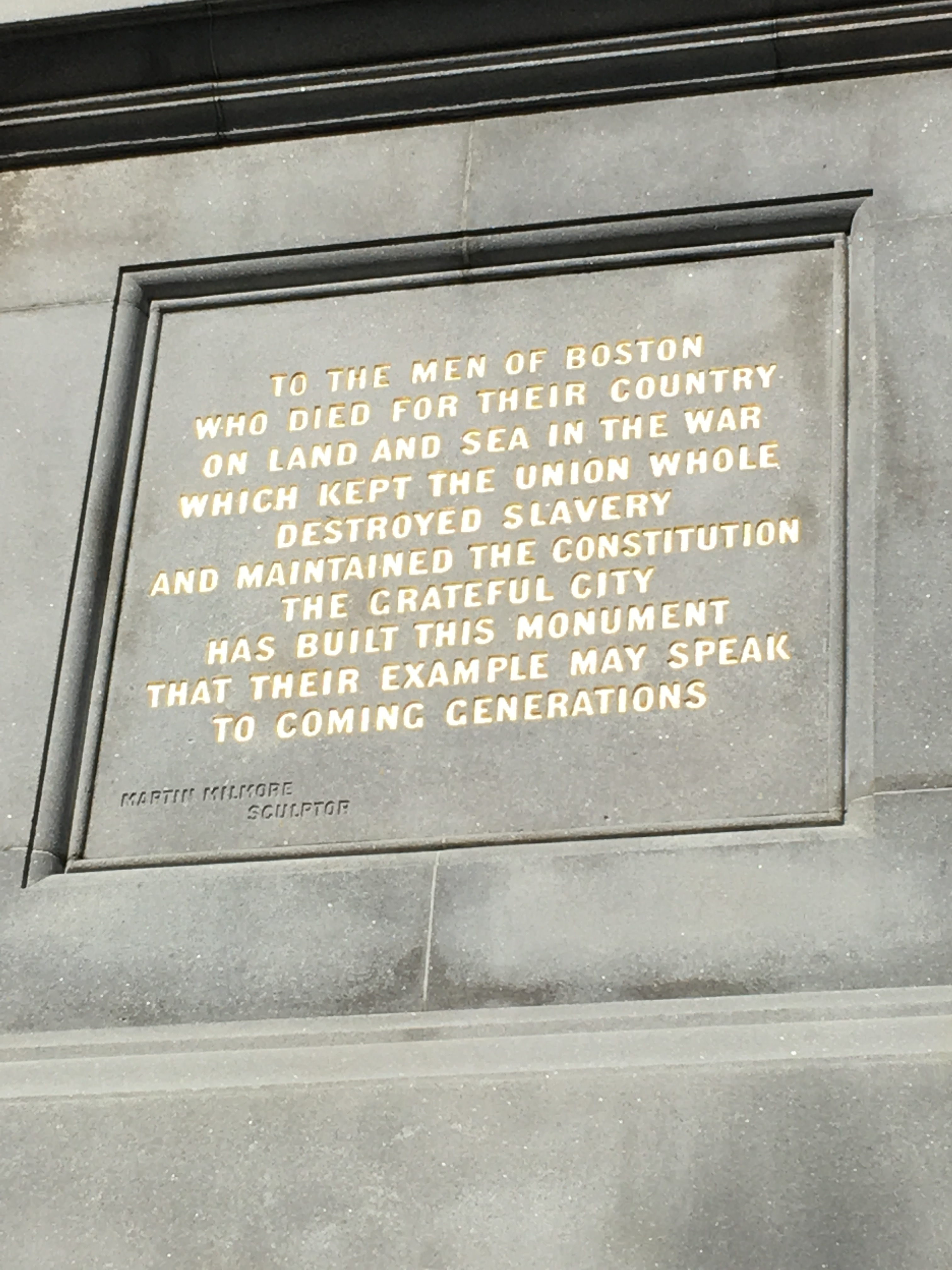
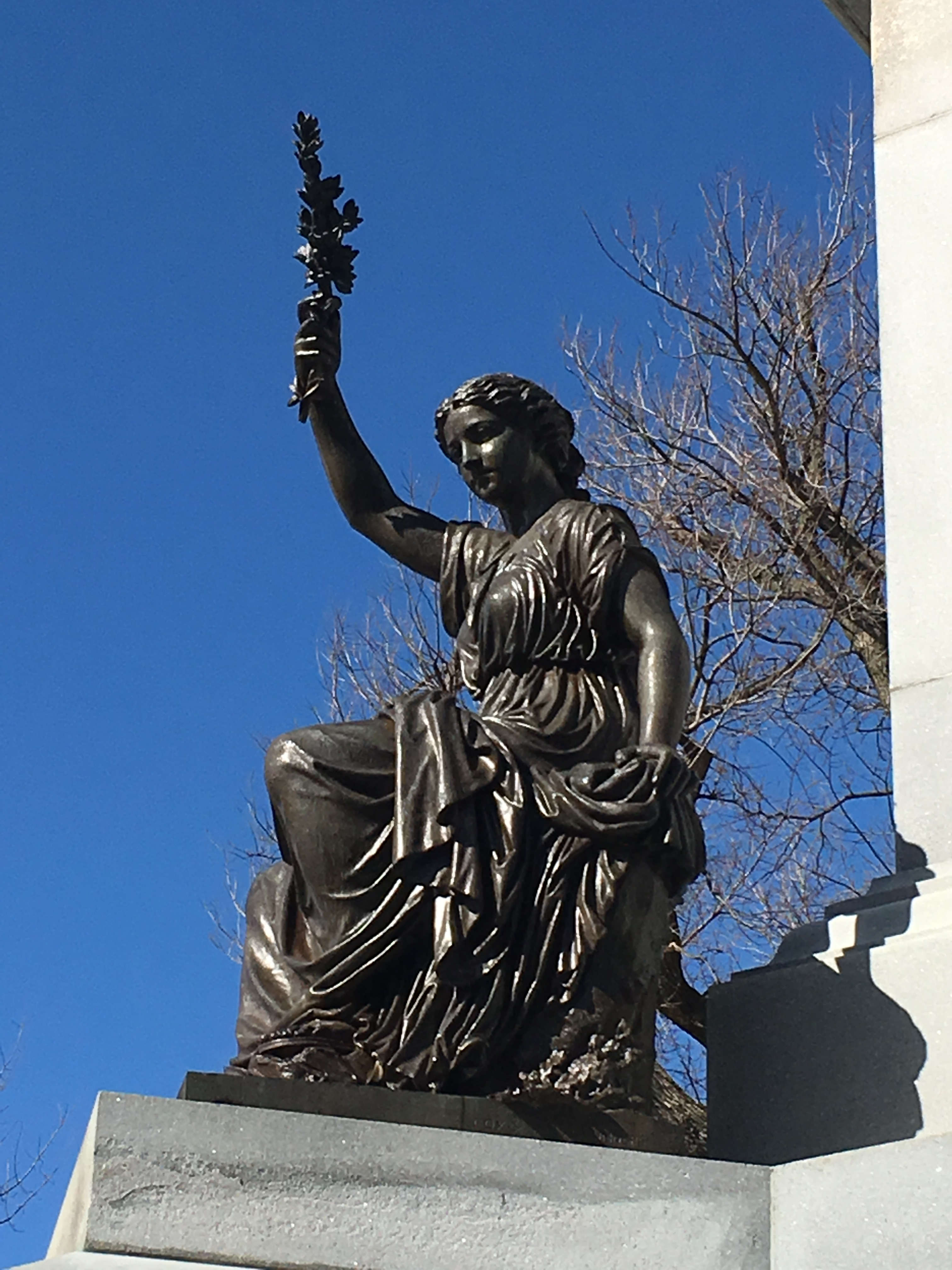
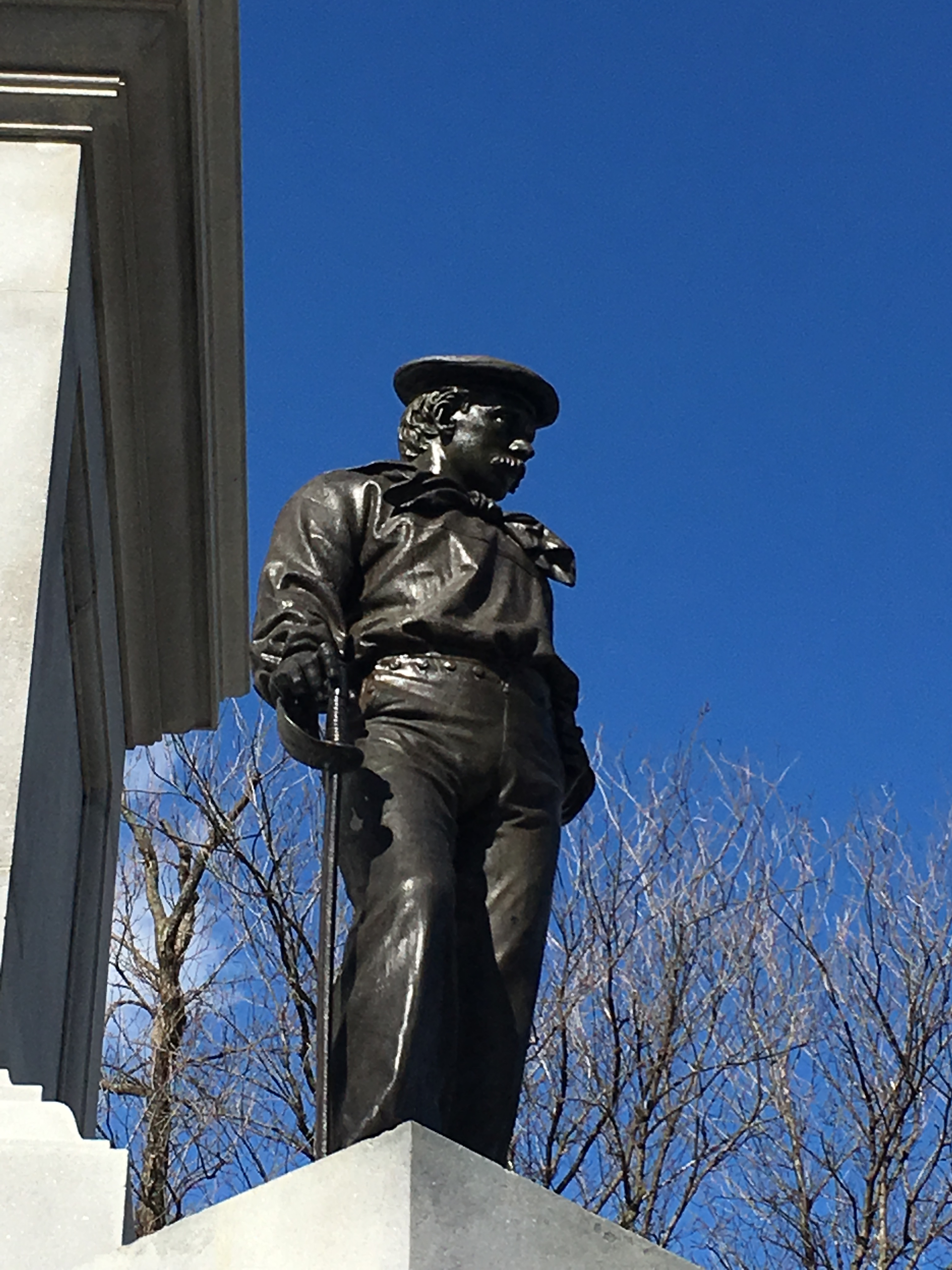
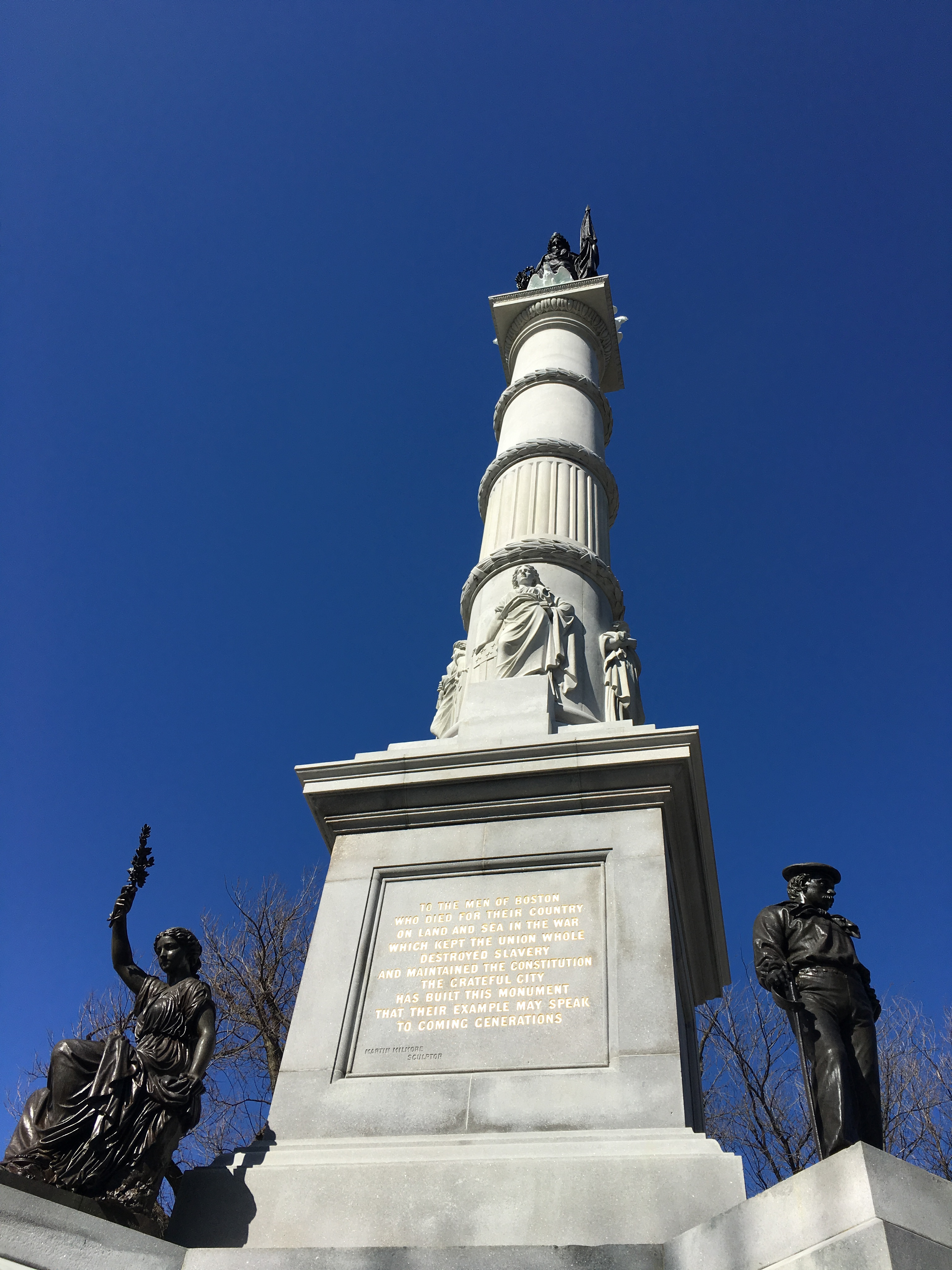